# Malmaberg
Malmaberg är ett administrativt bostadsområde och en stadsdel i nordöstra Västerås. 
I området finns villor, hyresrätter och bostadsrätter, affärer, en skola (Malmabergsskolan) och flera grönområden. Sydöstra delen kallas ibland för Odensvi.
Området avgränsas av Österleden, Tråddragargatan , Malmabergsgatan och Lugna Gatan.
Området gränsar i norr mot Finnslätten, i öster mot Bjurhovda, i söder mot Skiljebo, Hemdal och Freja och i väster till Haga.